# Wildflower (película de 2016)
Wildflower es una película de drama estadounidense dirigida y escrita por Nicholas DiBella, y protagonizada por Nathalia Ramos y Cody Longo. Wildflower es la nueva película de los creadores de King's Faith.

## Sinopsis
Creativamente dotado de un espíritu aparentemente resistente, la estudiante universitaria Chloe Moray encuentra consuelo y liberación de una infancia difícil en su arte. Pero cuando un terrible sueño se repite noche tras noche, Chloe teme que su mundo esté fallando en su alrededor.

## Elenco
- Nathalia Ramos como Chloe Moray.
- Cody Longo como Josh.
- Alex Steele como Rebecca.
- Benjamin Ashbrook como Pastor Mark.
- Katie Gill como Brooke.
- Kevin McCorkle como Sargent Stanford.
- Christopher Jon Martin como Barnes.
- Shari Rigby como Nicole.
- Kristen Royal como Allison.
- Nicolette Hart como Lola.
- Claudia Hoyser como Hannah.
- Patricia Lewis Browne como Mrs. Sutton